# Szenthelyi Krisztián
Szenthelyi Krisztián (Budapest, 1997. augusztus 28. –) Concorde-díjas magyar énekművész (bariton), hazai-és nemzetközi énekversenyek díjazottja, győztese, az Előadóművészeti Jogi Iroda és a Magyar Kodály Társaság tagja, a Hormai József Énekverseny alapítója.

## Életpályája
Budapesten született; szülei Szenthelyi Miklós Kossuth-díjas hegedűművész és Faludi Judit Liszt Ferenc-díjas csellóművész. Kisgyermekkorától táncosnak készült, több műfaj iránt is érdeklődött, élete első táncos fellépése Illényi Katica Liszt-díjas hegedűművésszel, 2010-ben a Vígszínház színpadán történt. Később, hosszú éveken át tartó tánctanulás után az érdeklődése az éneklés felé fordult. 2014-től Hormai József operaénekesnél kezdte tanulmányait magánúton. A Kodály Zoltán Ének-Zenei Gimnáziumban érettségizett, ami után a Szent István Király Zenei Szakiskolában tanult tovább Barna Júlia növendékeként. Majd 2018-ban felvételt nyert a Liszt Ferenc Zeneművészeti Egyetem magánének szakára, Bretz Gábor Liszt-díjas, Bartók-Pásztory- díjas operaénekes, Érdemes Művész osztályába.
2013–14-ben bemondóként működött közre több budapesti koncerten, emellett 2014-től a Virtuózok című komolyzenei tehetségkutató televíziós műsorban dolgozott statisztaként. 
17 éves kora óta koncertezik, első koncertje 2015 májusában volt, ugyanekkor debütált a budavári Mátyás-templomban, ahol azóta is visszatérő fellépő. Fellépett már Oroszországban, Litvániában, Észtországban és Lettországban, valamint több magyarországi helyszínen is. 2016-ban beválasztották a Bartók Rádió, Ifjú tehetségek című műsorába, Becze Szilvia műsorvezető készített vele interjút. 
Főbb koncerthelyszínek (Magyarországon): Mátyás-templom, Magyar Zene Háza, Budapest Kongresszusi Központ, Operettszínház, Zeneakadémia, Vajdahunyad vári Szabadtéri Színpad, Szegedi Nemzeti Színház, Művészetek Völgye, Papp László Sportaréna, Stefánia Palota és Duna Palota.
2016-ban és 2019-ben Mága Zoltán kérte fel jótékonysági koncertsorozatra, amelynek keretében bejárták Magyarországot. Az évek során sok énekessel dolgozott már együtt, például Miklósa Erika, Kertesi Ingrid, Kováts Kolos, Pándy Piroska, énekelt már Wolf Kati és Malek Andrea koncertjein is. Sokat szerepel a Magyar Virtuózok Kamarazenekar szólistájaként, de énekelt már a Váci Szimfonikusokkal, újévi koncerten. 2017. november 20-án, ismét a Budapesti Operettszínházban lépett fel egy a Rosatom által rendezett gálaesten a MÁV Szimfonikus Zenekarral, Alim Shakh vezényletével. 
2017-ben az V. Gregor József Énekversenyen II. helyezést ért el, és ugyanekkor nyerte el a Kodály-díjat. A díjjal járt egy fellépési lehetőség, a Kodály-év zárókoncertjére a székesfehérvári Vörösmarty Színházban énekelhetett az Alba Regia Szimfonikus Zenekarral, Ács János a Három Tenor neves karmesterének vezényletével. Az Előadóművészi Jogvédő Iroda 10.000-ik tagjává választották, az elismerést Sztevanovity Zorán adta át. 2018-ban I. helyezést ért el a VII. Országos Énekversenyen, majd a X. Simándy József Nemzetközi Énekverseny II.helyezettje lett. 2019-ben a Danubia Talents Nemzetközi Énekversenyen abszolút I.helyezett lett. A 2021-ben, Érsekújváron megrendezett Házy Erzsébet Nemzetközi Énekversenyen különdíjat nyert.
2019. január 4-én Bécsben lépett fel Mága Zoltán Újévi koncertjén, a Wiener Konzerthausban. Emellett kuriózumként rendezte meg (zeneakadémiai osztálytársaival) a budapesti Fáklya Klubban évzáró koncertjüket, majd 2020-ban koncertsorozatot indított Budapest számos jeles koncerthelyszínén. 2020-ban a Magyar Állami Operaház által szervezett Kortárs Opera Showcase elnevezésű új kezdeményezés és egyben operabemutató egyik főszereplője volt, Andrássy Frigyes: Ady és Léda c. operájában. 2022-ben a Zeneakadémia Baráti Köre és a Concorde Egyesület jóvoltából elnyerte a Concorde-díjat. A díjat a Magyar Zene Házában adták át. 2022. május 25-én szólóestet adott Helsinkiben. A koncert a Magyar Nagykövetség Helsinki, a Helsinkiben lévő Liszt Intézet és a Simándy József Nemzetközi Énekverseny támogatásával valósult meg. Részt vett Miklósa Erika Kossuth-díjas operaénekesnő és Ramón Vargas világhírű tenor és Szinetár Miklós Kossuth-díjas rendező mesterkurzusán. 2023-ban Wolf Péter zeneszerző és Fábri Péter szövegíró által, a számára szerzett dalciklusnak az "A Reckless Requiem"-nek az ősbemutatója, október 16-án és 17-én a Zeneakadémia Solti termében volt. 2023-ban megalapította a Hormai József Énekversenyt, amely első alkalommal 2023. november 25-én került megrendezésre, a verseny iránt hatalmas érdeklődés volt és sikeresen debütált a hazai énekversenyek között.

## Díjai, elismerései
- 2022: Concorde-díj
- 2021: V. Házy Erzsébet Nemzetközi Énekverseny - különdíj
- 2021: XI. Simándy József Nemzetközi Énekverseny (2. korcsoport): III. helyezett
- 2020: „A hét embere” – Heti TV
- 2019: IV. Danubia Talents Nemzetközi Verseny: (abszolút) I.helyezett
- 2018: X. Simándy József Nemzetközi Énekverseny (1.korcsoport): II. helyezett
- 2018: VII. Országos Énekverseny: I. helyezett
- 2017: V. Gregor József Énekverseny: II. helyezett
- 2017: Kodály Zoltán- különdíj
- 2017: Előadóművészi Jogi Iroda 10 000. tag